# فهد ناصر الصباح
فهد ناصر صباح الأحمد الجابر الصباح (23 سبتمبر 1992) الرئيس العاشر للجنة الأولمبية الكويتية، وهو الأبن الثالث لوزير الدفاع الكويتي السابق الشيخ ناصر صباح الأحمد الصباح وحفيد حاكم الكويت الخامس عشر الشيخ صباح الأحمد الجابر الصباح.

## سيرته
ولد في مدينة الكويت وهو يحمل بكالوريوس إدارة أعمال وتسويق من الجامعة الامريكية، وبعد تخرجه من الجامعة التحق بالسلك العسكري وتخرج طيارًا عسكريًا في وزارة الدفاع الكويتية علي طائرة إيه إتش-64 أباتشي عام 2015، شارك ضمن القوات الكويتية في عملية إعادة الأمل في اليمن، كما تقلد منصب رئيس لجنة موتر كروس في نادي كويت كوارتر مايل عامي 2012 - 2014، وفي تاريخ (26 يونيو 2019) زكّته اللجنة الأولمبية الكويتية رئيسًا لها بعد غلق باب الترشح.

## أسرته
في 17 مارس 2015 عقد قرانه في دار سلوى على «في لؤي الخرافي» حفيدة رئيس مجلس الأمة الكويتي السابق جاسم الخرافي.